# ماديسون كوشين
ماديسون تايلور كوشين (ولدت في 15 يونيو 1997) هي لاعبة جمباز فني أمريكية، حصلت على الميدالية الذهبية في منافسة الفريق في بطولة العالم للجمباز الفني 2015 ولاعبة ضمن في الفريق الملقب "فاينال فايف" الفائز بالميدالية الذهبية في الألعاب الأولمبية الصيفية 2016 في ريو دي جانيرو، وعضوة في الفريق الأمريكي الفائز بالميدالية الذهبية في بطولة العالم للجمباز الفني 2014، في منافسة الفردي حصلت على الميدالية الفضية في حدث العارضات غير متوازية في دورة الألعاب الأولمبية الصيفية 2016.

## روابط خارجية
- ماديسون كوشين في الاتحاد الدولي للجمباز

- ماديسون كوشين على موقع الاتحاد الأمريكي للجمباز